# 鄧哲熙
邓哲熙（1894年—1981年1月10日），字仲芝，男，直隶大城人，中华民国及中华人民共和国政治人物。

## 生平
邓哲熙是直隶省大城县西白洋村人。1912年，邓哲熙考入北洋法政专门学校学习法律。1917年毕业之后，邓哲熙被保送赴日本明治大学法律研究班学习。1918年学成归国，投冯玉祥，历任第十六混成旅二团一营少尉书记官、河南督军署军法科长、陆军检阅使署军法处处长、西北边防督办署军法处长等职务。
1926年11月，邓哲熙赴苏联莫斯科，任冯玉祥部驻苏联的代表。1927年6月，邓哲熙归国，任河南省司法厅厅长，后来调任河南高等法院院长。1927年冬，邓哲熙任河南省民政厅厅长，代理河南省政府主席。中原大战期间，邓哲熙作为冯玉祥的代表，参加了汪精卫主持召开的扩大会议。1930年9月中原大战结束，冯玉祥部瓦解，邓哲熙赴北平隐居。
1933年，冯玉祥在张家口组织察哈尔民众抗日同盟军， 邓哲熙赴张家口，在同盟军总部任军法处处长。1933年，经冯玉祥介绍，邓哲熙任南京国民政府立法院立法委员。1936年，调任冀察政务委员会委员兼河北高等法院院长。
抗日战争期间， 邓哲熙随河北省政府流亡至河南洛阳、重庆等地。抗日战争胜利后， 邓哲熙继续任河北高等法院院长，任内依法处决了汉奸齐燮元、殷汝耕、金壁辉（川岛芳子）等人。
平津戰役結束前夕，邓哲熙以中国国民党革命委员会成员的身份作為掩護，實則協助中國共產黨，聯絡各界人士，對中共投诚。中华人民共和国成立后，邓哲熙历任中央民族学院办公室副主任，中央社会主义学院总务处长，第二、三、四、五届全国政协委员、中国国民党革命委员会中央团结委员、中国国民党革命委员会北京市委员会常务委员等职务。
1981年1月10日，邓哲熙在北京病逝，享年87岁。同年1月20日，全国政协为其举行追悼会，邓小平、薄一波等党和国家领导人送了花圈。